# Rhosus storiana
Rhosus storiana är en fjärilsart som beskrevs av Köhler 1936. Rhosus storiana ingår i släktet Rhosus och familjen nattflyn. Inga underarter finns listade.